# Masashi Motoyama
Masashi Motoyama, född 20 juni 1979 i Fukuoka prefektur, Japan, är en japansk fotbollsspelare som sedan 1998 spelar för Kashima Antlers.